# Shigeo Nakata
Shigeo Nakata (japonès: 中田茂男)  (Asahikawa, 16 d'octubre de 1945) és un lluitador japonès, ja retirat, especialista en lluita lliure, que va competir durant la dècada de 1960.
El 1968 va prendre part en els Jocs Olímpics d'Estiu de Ciutat de Mèxic, on guanyà la medalla d'or en la competició del pes mosca del programa lluita lliure.
En el seu palmarès també destaca una medalla d'or en el Campionat del Món de 1967 i en els Jocs Asiàtics de 1966.